# 連続体力学
連続体力学（れんぞくたいりきがく、英語: Continuum mechanics）とは、物理的対象を連続体という空間的広がりを持った物体として理想化してその力学的挙動を解析する物理学の一分野である。
連続体力学では対象である連続体を巨視的に捉え、分子構造のような内部の微視的な構造が無視できるなめらかなものであり、力を加えることで変形するものとみなす。

## 概要
主な連続体として弾性体と流体がある。
直観的には弾性体とは圧力を取り除くと元の状態に復帰する固体であり、流体は気体、液体、プラズマを記述するものである。
連続体力学は物体を空間上の一点に近似して扱う質点の力学とは区別され、物体の変形を許容しない剛体の力学とも区別される。剛体は、変形しにくさを表す量である弾性係数が無限大である（すなわち一切変形しない）連続体であるとみなすこともできる。
連続体の力学は材料力学、水力学、土質力学といった応用力学、およびそれらの応用分野である材料工学、化学工学、機械工学、航空宇宙工学などで用いられる。

## 基礎概念

### 連続体の記述方法
連続体を数学的に記述する方法として二つの表示が知られている。
第一の表示は、視点を空間上の各点に固定して連続体を記述する方法で、時刻 t に空間上の点 x における物理量 Q を
{\displaystyle Q=F({\boldsymbol {x}},t)}
として記述する方法である。この表示は連続体の空間表示（spatial description）、あるいはオイラー表示（オイラー記述、Eulerian description）と呼ばれる。空間表示では連続体の各部分に付随する物理量は場として記述される。
第二の表示は、連続体上の各部分を時間的に追跡する方法で、時刻 t = 0 に初期位置 x = X0 にあった連続体の部分が時刻 t において移動している位置を x = X(t) として、この部分に付随する物理量 Q を
{\displaystyle Q=F_{\text{m}}(t;{\boldsymbol {X}}_{0})=F({\boldsymbol {X}}(t),t)}
により記述する方法である。この表示は連続体の物質表示（material description）、あるいはラグランジュ表示（ラグランジュ表記、Lagrangian description）と呼ばれる。物質表示では連続体の各部分に付随する物理量は時刻 t の関数として記述される。各部分の初期位置 X0 は補助変数である。特に物質表示において速度は
{\displaystyle {\boldsymbol {v}}={\boldsymbol {v}}_{\text{m}}(t;{\boldsymbol {X}}_{0})={\boldsymbol {v}}({\boldsymbol {X}}(t),t)={\frac {\mathrm {d} {\boldsymbol {X}}}{\mathrm {d} t}}}
を満たす。
連続体を記述する二つの表示と対応して、二種類の時間微分が定義される。
空間表示と対応する時間微分は
{\displaystyle {\frac {\partial Q}{\partial t}}={\frac {\partial F}{\partial t}}}
で定義される。空間表示では物理量が場として記述されるため、対応する時間微分は偏微分である。この微分はオイラー微分（Eularian derivative）、空間微分（spatial derivative）、空間時間微分（spatial time derivative）と呼ばれる。
一方、物質表示と対応する時間微分は
{\displaystyle {\frac {\mathrm {D} Q}{\mathrm {D} t}}={\frac {\mathrm {d} F_{\mathrm {m} }}{\mathrm {d} t}}}
で定義される。物質表示では物理量は時間の関数として記述されるため、対応する時間微分は常微分である。この微分は物質微分（material derivative）、物質時間微分（material time derivative）、流れに乗って移動するときの微分、実質微分、 ラグランジュ微分（Lagrangian derivative）などと呼ばれる。
これら二つの時間微分は連鎖律から
{\displaystyle {\frac {\mathrm {d} F_{\text{m}}}{\mathrm {d} t}}=\left[{\frac {\mathrm {d} {\boldsymbol {X}}}{\mathrm {d} t}}\cdot \operatorname {grad} F+{\frac {\partial F}{\partial t}}\right]_{{\boldsymbol {x}}={\boldsymbol {X}}(t)}=\left[{\boldsymbol {v}}({\boldsymbol {x}},t)\cdot \operatorname {grad} F+{\frac {\partial F}{\partial t}}\right]_{{\boldsymbol {x}}={\boldsymbol {X}}(t)}}
となる。ここで右辺の括弧の中はオイラー表示で表されているので、オイラー表示におけるラグランジュ微分は
{\displaystyle {\frac {\mathrm {D} Q}{\mathrm {D} t}}={\boldsymbol {v}}\cdot \operatorname {grad} Q+{\frac {\partial Q}{\partial t}}}
(B1)
で表される。
ラグランジュ微分はオイラー微分と違いガリレイ変換に対して不変であるなどの利点がある。

### 連続体に働く力
重力のように体積要素dVを使って
{\displaystyle \int _{V}\rho \mathrm {d} V}
のように表記できる力を体積力という。それに対して連続体の断面の面積要素dSを使って表現できる力を 面積力といい、位置xと面の法線nを用いて面積力を
{\displaystyle \int _{S}{\boldsymbol {p}}_{\boldsymbol {x}}({\boldsymbol {n}})\mathrm {d} S}
と表記したとき、積分内のpx(n)を連続体に働く応力という。
応力px(n)は面の法線nに平行であるとは限らない。例えばゴムでできた柱が重力に負けて横に歪むのは重力に垂直な方向に応力が生じている為である。
応力のうち法線方向の成分を法線応力、法線と垂直な成分を接線応力という。法線応力が法線と同じ方向の時の法線応力を張力、反対方向の時の法線応力を圧力という。
応力を具体的に書き表すため、連続体内に一点xを取り、微小な四面体を図のように定義する（本文と図の記号の違いに注意）と、xの周りの面積力の総和は
{\displaystyle K_{S}}{\displaystyle ={\boldsymbol {p}}_{\boldsymbol {x}}({\boldsymbol {n}})\mathrm {d} S-{\boldsymbol {p}}_{\boldsymbol {x}}({\boldsymbol {e}}_{1})\mathrm {d} S_{1}-{\boldsymbol {p}}_{\boldsymbol {x}}({\boldsymbol {e}}_{2})\mathrm {d} S_{2}-{\boldsymbol {p}}_{\boldsymbol {x}}({\boldsymbol {e}}_{3})\mathrm {d} S_{3}} {\displaystyle =({\boldsymbol {p}}_{\boldsymbol {x}}({\boldsymbol {n}})-{\boldsymbol {p}}_{\boldsymbol {x}}({\boldsymbol {e}}_{1})\cdot {\boldsymbol {e}}_{1}-{\boldsymbol {p}}_{\boldsymbol {x}}({\boldsymbol {e}}_{2})\cdot {\boldsymbol {e}}_{2}-{\boldsymbol {p}}_{\boldsymbol {x}}({\boldsymbol {e}}_{3})\cdot {\boldsymbol {e}}_{3})\mathrm {d} S}
となる。

応力の釣り合いを示す四面体。本文とは記号が異なり、図のO、dA、 dA1、 dA2、 dA3はそれぞれ本文のx、dS、 dS1、 dS2、 dS3に対応している。また図と本文の双方においてe1、e2、e3はそれぞれx1軸、x2軸、x3軸方向の単位ベクトルである。

四面体に働く体積力をKVとすると、力の釣り合いから
{\displaystyle K_{S}+K_{V}=0}
であるが、四面体の大きさを小さくしていくと、面積力KSが四面体の一辺の長さの2乗に比例して小さくなっていくのに対し、体積力 KVはそれより速く一辺の長さの3乗に比例して小さくなっていくので、KS/dSは0でなければならない。よって
{\displaystyle {\boldsymbol {p}}_{\boldsymbol {x}}({\boldsymbol {n}})={\boldsymbol {p}}_{\boldsymbol {x}}({\boldsymbol {e}}_{1})\cdot {\boldsymbol {e}}_{1}+{\boldsymbol {p}}_{\boldsymbol {x}}({\boldsymbol {e}}_{2})\cdot {\boldsymbol {e}}_{2}+{\boldsymbol {p}}_{\boldsymbol {x}}({\boldsymbol {e}}_{3})\cdot {\boldsymbol {e}}_{3}}
が成立する。
{\displaystyle {\boldsymbol {p}}_{\boldsymbol {x}}({\boldsymbol {e}}_{j})}のei方向成分をσxijとすれば、
{\displaystyle {\boldsymbol {p}}_{\boldsymbol {x}}({\boldsymbol {n}})={\begin{pmatrix}{\boldsymbol {e}}_{1}&{\boldsymbol {e}}_{2}&{\boldsymbol {e}}_{3}\end{pmatrix}}{\begin{pmatrix}\sigma _{\boldsymbol {x}}{}_{11}&\sigma _{\boldsymbol {x}}{}_{21}&\sigma _{\boldsymbol {x}}{}_{31}\\\sigma _{\boldsymbol {x}}{}_{21}&\sigma _{\boldsymbol {x}}{}_{22}&\sigma _{\boldsymbol {x}}{}_{23}\\\sigma _{\boldsymbol {x}}{}_{13}&\sigma _{\boldsymbol {x}}{}_{23}&\sigma _{\boldsymbol {x}}{}_{33}\end{pmatrix}}{\begin{pmatrix}n_{1}\\n_{2}\\n_{3}\end{pmatrix}}}
              (B2)
が成立する。ここでniはnの ei方向成分である。
行列 (σxij)i,jを連続体の応力テンソルという。

### 変形と歪み
力をかけるなどして
連続体が変形し、最初点xにあった粒子がt秒後にφt(x)に移動したとする。このとき
{\displaystyle {\boldsymbol {r}}={\boldsymbol {r}}({\boldsymbol {x}},t):=\phi _{t}({\boldsymbol {x}})-{\boldsymbol {x}}}
をこの変形の変位ベクトルと呼び、ヤコビ行列
{\displaystyle D=\left({\partial r_{i} \over \partial x_{j}}\right)_{i,j}}
             
をこの変形の変形テンソル(deformation tensor)と呼ぶ 。
変形テンソルを対称部分と非対称部分に
{\displaystyle {\begin{array}{ll}E_{ij}&={1 \over 2}(D_{ij}+D_{ji})\\F_{ij}&={1 \over 2}(D_{ij}-D_{ji})\end{array}}}
             
とわけ、対称部分にあたる(Eij)i,jを歪みテンソル(strain tensor)という。
歪みテンソルの対角成分Eiiを伸縮歪み(elongation-contraction)、反対角成分をずれ歪み(shear strain)といい、伸縮歪みの総和
{\displaystyle \sum _{i}E_{ii}=\nabla \cdot {\boldsymbol {r}}}
を体積歪み(volume dilatation)という。
一方、反対称部分である(Fij)i,jは定義より明らかに
{\displaystyle F_{ij}=-F_{ji}}、{\displaystyle F_{ii}=0}
である。
{\displaystyle \Omega =(\Omega _{1},\Omega _{2},\Omega _{3}):=(2F_{23},2F_{31},2F_{12})}
と定義すると、
{\displaystyle \Omega =\nabla \times {\boldsymbol {r}}}
である。 Ωをこの変形の回転もしくは回転ベクトルという。
これらのテンソルは、変形を開始した時刻t0における位置xと現在の時刻tの関数であるので時間微分した量を計算できる：
{\displaystyle {\begin{array}{ll}\left.{\partial D_{ij} \over \partial t}\right|_{t=t_{0}}=\left.{\partial  \over \partial t}{\partial r_{i} \over \partial x_{j}}\right|_{t=t_{0}}={\partial v_{i} \over \partial x_{j}}\\\left.{\partial E_{ij} \over \partial t}\right|_{t=t_{0}}={1 \over 2}\left({\partial v_{i} \over \partial x_{j}}+{\partial v_{j} \over \partial x_{i}}\right)\\\left.{\partial \Omega  \over \partial t}\right|_{t=t_{0}}=\nabla \times {\boldsymbol {v}}\end{array}}}
              (B3)
が成立する。ここで{\displaystyle {\boldsymbol {v}}=(v_{1},v_{2},v_{3})}は速度ベクトルである。
{\displaystyle {\partial v_{i} \over \partial x_{j}}}を変形速度テンソル(deformation rate tensor)、 {\displaystyle {1 \over 2}\left({\partial v_{i} \over \partial x_{j}}+{\partial v_{j} \over \partial x_{i}}\right)}を歪み速度テンソル(stain rate tensor)、 {\displaystyle \nabla \times {\boldsymbol {v}}}を渦度(vorticity)という。
さらに歪み速度テンソルの対角成分を伸縮歪み速度(elongation-contraction rate)、非対角成分をずれ歪み速度(shear stain rate)という。

## 連続体が満たす方程式
連続体の挙動は基礎方程式と呼ばれる微分方程式で記述される。
基礎方程式は全ての連続体が満たす保存則と研究対象である物質固有の構成式からなる。
本節では連続体が満たす保存則を紹介する。

### 連続の方程式
連続体を空間表記したとき、時刻tにおける空間上の点xでの連続体の密度をρ=ρ(x,t)とする。
空間内の領域Vを考え、 Vの境界∂V上の微小な面dSとその法線ベクトルnに対し、微小時間ΔtにdSからVの外へ流出する粒子の総質量は{\displaystyle \rho {\boldsymbol {v}}\cdot {\boldsymbol {n}}\Delta t\mathrm {d} S}であるので、空間内の領域Vの質量のΔt秒間での増加量は
質量保存の法則より、
{\displaystyle \int _{V}{\partial \rho  \over {\partial t}}\Delta t\mathrm {d} V=-\int _{\partial V}\rho {\boldsymbol {v}}\cdot {\boldsymbol {n}}\Delta t\mathrm {d} S=-\int _{V}\nabla \cdot (\rho {\boldsymbol {v}})\Delta t\mathrm {d} V}
である。ここで第二の等号はガウスの発散定理より従う。Vの任意性により、連続体は以下の連続の方程式を満たさねばならないことが結論づけられる：
{\displaystyle {\partial \rho  \over {\partial t}}+\nabla \cdot (\rho {\boldsymbol {v}})=0}
             
(B1)式より、物質微分を使えば連続の方程式は
{\displaystyle {\mathrm {D} \rho  \over {\mathrm {D} t}}+\rho \nabla \cdot {\boldsymbol {v}}=0}
              (C1)
とも書ける。

### 運動方程式
Vを連続体上の（時間変化しない）任意の領域とするとき、運動量保存の法則から以下が成立する:
(単位時間にVに働く力積の総和)
= (単位時間にVに流出する運動量の総和)
+ (単位時間にVに働く体積力による力積)
+ (単位時間にVの境界に働く面積力による力積)
上の式を具体的に書き下すことで、連続体の運動方程式を導出できる。
連続体の点xにおける時刻tでの密度をρ=ρ(x,t)とし、速度ベクトルをv=v(x,t)とするとき、
(単位時間にVに働く力積の総和) {\displaystyle ={\mathrm {d}  \over \mathrm {d} t}\int _{V}\rho {\boldsymbol {v}}\mathrm {d} V=\int _{V}{\partial (\rho {\boldsymbol {v}}) \over \partial t}\mathrm {d} V,}
であり、
(単位時間にVに流出する運動量の総和) = ∫∂V(微小面積dSを通って流入した粒子の総質量)・(dSの法線方向の粒子の速さ)dS {\displaystyle =\int _{\partial V}(\rho {\boldsymbol {v}})\cdot ({\boldsymbol {v}}\cdot {\boldsymbol {n}})\mathrm {d} S} {\displaystyle =\int _{\partial V}{}^{t}(\rho v_{1}{\boldsymbol {v}}\cdot {\boldsymbol {n}},\rho v_{2}{\boldsymbol {v}}\cdot {\boldsymbol {n}},\rho v_{3}{\boldsymbol {v}}\cdot {\boldsymbol {n}})\mathrm {d} S} {\displaystyle =\int _{V}{}^{t}(\nabla \cdot (\rho v_{1}{\boldsymbol {v}}),\nabla \cdot (\rho v_{2}{\boldsymbol {v}}),\nabla \cdot (\rho v_{3}{\boldsymbol {v}}))\mathrm {d} V}
である。最後の等式はガウスの発散定理による。ここでv=(v1,v2,v3)である。
体積力をK=(K1,K2,K3)とすると、
(単位時間にVに働く体積力による力積) = {\displaystyle \int _{V}\rho {\boldsymbol {K}}\mathrm {d} V}
であり、さらに{\displaystyle {\boldsymbol {\sigma }}_{i}=(\sigma _{i,1},\sigma _{i,2},\sigma _{i,3})}とすると、
(単位時間にVの境界に働く面積力による力積) = {\displaystyle \int _{\partial V}\sum _{i,j}\sigma _{i,j}n_{j}{\boldsymbol {e}}_{j}\mathrm {d} S}  {\displaystyle =\int _{\partial V}{}^{t}({\boldsymbol {\sigma }}_{1}\cdot {\boldsymbol {n}},{\boldsymbol {\sigma }}_{2}\cdot {\boldsymbol {n}},{\boldsymbol {\sigma }}_{3}\cdot {\boldsymbol {n}})\mathrm {d} S} {\displaystyle =\int _{V}{}^{t}(\nabla \cdot {\boldsymbol {\sigma }}_{1},\nabla \cdot {\boldsymbol {\sigma }}_{2},\nabla \cdot {\boldsymbol {\sigma }}_{3})\mathrm {d} V}
である。最後の等式は再びガウスの発散定理による。
Vの任意性より、最終的に連続体の運動方程式は以下のようになる：
i=1, 2, 3に対し、 {\displaystyle {\partial (\rho v_{i}) \over \partial t}=\nabla \cdot (\rho v_{i}{\boldsymbol {v}})+\rho K_{i}+\nabla \cdot {\boldsymbol {\sigma }}_{i}}
なお、テンソル ε=(εij)ijに対し
{\displaystyle {\overrightarrow {\operatorname {div} }}\varepsilon =(\sum _{j}{\partial \varepsilon _{ij} \over \partial x_{j}})_{i}}
と定義すると、上の方程式は
{\displaystyle {\partial (\rho {\boldsymbol {v}}) \over \partial t}={\overrightarrow {\operatorname {div} }}(\rho {\boldsymbol {v}}\otimes {\boldsymbol {v}})+\rho {\boldsymbol {K}}+{\overrightarrow {\operatorname {div} }}\sigma }
と書くこともできる。
上の運動方程式と連続の方程式(C1)を用いる事で、運動方程式の物質微分による以下の表現を得ることができる：
{\displaystyle {\mathrm {D} {\boldsymbol {v}} \over \mathrm {D} t}={\boldsymbol {K}}+{1 \over \rho }{\overrightarrow {\operatorname {div} }}\sigma }
              (C2)

### 応力テンソルの対称性
角運動量が保存する場合、弾性体の各点xで応力テンソルは対称性
任意のi、j∈{1,2,3}に対し{\displaystyle \sigma _{{\boldsymbol {x}},ij}=\sigma _{{\boldsymbol {x}},ji}}
             
を満たす。

## 連続体の分類
| 連続体力学 連続体の研究 | 固体力学 外力がない状態で形状を保てる連続体に関する研究                     | 弾性 圧力を取り除くと元の状態に復帰する性質                                                                                  | 弾性 圧力を取り除くと元の状態に復帰する性質                   |
| 連続体力学 連続体の研究 | 固体力学 外力がない状態で形状を保てる連続体に関する研究                     | 塑性 圧力をかけると永久変形する性質                                                                                          | レオロジー 静的平衡においてせん断応力に耐えられない物体の研究 |
| 連続体力学 連続体の研究 | 流体力学 静止状態においてせん断応力が発生しない連続体（流体）を研究する分野 | 非ニュートン流体：ニュートン流体以外の流体                                                                                   | レオロジー 静的平衡においてせん断応力に耐えられない物体の研究 |
| 連続体力学 連続体の研究 | 流体力学 静止状態においてせん断応力が発生しない連続体（流体）を研究する分野 | ニュートン流体：流れの剪断応力（接線応力）と流れの速度勾配（ずり速度、剪断速度）の関係が線形である粘性の性質を持つ流体のこと |                                                               |

### 弾性体と塑性体
弾性体(elastic body)とは、各時刻において応力と変形に一意的な関係がある連続体の事を指す。それに対し塑性体(plastic body)とは、応力がある一定の限界を越えると変形が不可逆となり、応力を取り去った後も変形が残る（永久変形）連続体の事を指す。
弾性体の中で特に、応力テンソルと歪みテンソルが線形な関係式
{\displaystyle \sigma _{ij}=\sum _{kl}C_{ijkl}E_{kl}}
              (E1)
を満たすものを線形弾性体といい、上述の関係式を線形弾性体上のフックの法則という。
このようなCijklが存在するとき、Cijklを弾性係数(elastic constant)といい、弾性係数を並べたテンソルを弾性係数テンソルという。
また弾性体の中で、その物理的特性が方向性に依存しないものを等方弾性体(isotropic elastic body)という。
等方かつ線形な弾性体の弾性係数テンソルは
{\displaystyle C_{ijkl}=\lambda \delta _{ij}\delta _{kl}+\mu (\delta _{ik}\delta _{jl}+\delta _{il}\delta _{jk})}
              (E2)
という形で書き表せる事が知られている。定数λとμをラメの弾性定数(Lame's elastic constant)という。
このとき、(E1)、 (E2)より
{\displaystyle \sigma _{ij}=\lambda \sum _{k}E_{kk}\delta _{ij}+2\mu E_{ij}}
              (E3)
一方、塑性体は弾性体と違い、応力を加えるときと取り除くときで変形の関係式が異なる弾性履歴という現象が観測される。
また複雑な分子構造の高分子で物質では応力と変形に時間的なズレが生じ、遅延弾性や応力緩和といった現象が起こる事がある。

#### 等方かつ線形な弾性体の運動方程式
弾性体の場合、弾性体上の各点の運動速度vが小さい。従って連続体の運動方程式(C2)
{\displaystyle {\mathrm {D} {\boldsymbol {v}} \over \mathrm {D} t}={\boldsymbol {K}}+{1 \over \rho }{\overrightarrow {\operatorname {div} }}\sigma }
の左辺は物質微分の定義(B1) より
{\displaystyle {\mathrm {D} {\boldsymbol {v}} \over \mathrm {D} t}={\partial {\boldsymbol {v}} \over \partial t}+{\boldsymbol {v}}\cdot \nabla {\boldsymbol {v}}}
であるが、第二項はvに関する二次の微小量であるので無視できる。
さらにρの時間変化が無視できるほど小さいとすれば、
{\displaystyle {\partial ^{2}{\boldsymbol {v}} \over \partial t^{2}}={\partial {\boldsymbol {K}} \over \partial t}+{1 \over \rho }{\overrightarrow {\operatorname {div} }}{\partial \sigma  \over \partial t}}
弾性体が等方かつ線形であれば(B3)、 (E3)より 各iに対し、
{\displaystyle \operatorname {div} (\partial _{t}\sigma _{ij})_{j}=\nabla \cdot (\lambda \sum _{k}\partial _{t}E_{kk}\delta _{ij}+2\mu \partial _{t}E_{ij})_{j}} {\displaystyle =\nabla \cdot (\lambda \delta _{ij}\nabla \cdot {\boldsymbol {v}}+\mu (\partial _{i}v_{j}+\partial _{j}v_{i}))_{j}} {\displaystyle =(\lambda +\mu )\partial _{i}\nabla \cdot {\boldsymbol {v}}+\mu \Delta v_{j}}
よって等方かつ線形な弾性体の運動方程式は以下のようになる
{\displaystyle {\partial ^{2}{\boldsymbol {v}} \over \partial t^{2}}={\partial {\boldsymbol {K}} \over \partial t}+{1 \over \rho }((\lambda +\mu )\nabla (\nabla \cdot {\boldsymbol {v}})+\mu \Delta {\boldsymbol {v}})}
             

### 流体
静止状態で任意の点の全ての断面において接線応力が0になる連続体を流体という 。
静止状態にある流体の任意の点xに対し、 xにおける法線n方向の法線応力は-pnの形に書け、しかもpは
xのみに依存し、法線nに依存しない事が簡単に証明できる。
応力-pnを静水圧という。
pが正のとき静水圧は圧力であり、負のとき静水圧は張力である。流体が気体もしくは熱平衡状態にある液体であれば pは常に正である事が知られているが、準熱平衡状態にある液体ではpが負になる事もありうる。これを負圧といい、樹木による樹液の吸い上げや地面の凍上で観測される現象である。
運動状態においても接線応力が生じない流体を完全流体という。オイラーの時代には流体はどれも完全流体としてモデル化されていたが、接線応力が無いという事は、運動している流体の中に棒をさしても一切抵抗を受けないという事なので直観に反する（ダランベールのパラドックス）。
こうした事情から、流体であっても運動している際には抵抗を受けるものとしてモデル化されるようになった。運動している流体の応力が
{\displaystyle \sigma _{ij}=G_{ij}+\sum _{kl}G'_{ijkl}{\dot {E}}_{kl}}
              (F1)
と歪み速度テンソルの一次式で記述できる流体をニュートン流体、そうでない流体を非ニュートン流体という。
流体の定義から静止状態では接線応力が0なので、Gijは静水圧pを用いて
{\displaystyle G_{ij}=-p\delta _{ij}}
              (F2)
と書ける。さらに流体が等方性を満たせば、弾性体の時と同様の議論により
{\displaystyle G_{ijkl}=\zeta \delta _{ij}\delta _{kl}+\eta (\delta _{ik}\delta _{jl}+\delta _{il}\delta _{jk})}
              (F3)
が成立する。
(F1)、 (F2)、 (F3)より、
{\displaystyle \sigma _{ij}=(-p+\zeta \sum _{k}{\dot {E}}_{kk})\delta _{ij}+2\eta {\dot {E}}_{ij}}
              (F4)
である。ηをずれ粘性率(shear viscousity)あるいは単に粘性率といい、ζを第二粘性率という。
定義より体積歪み速度{\displaystyle \sum _{i}{\dot {E}}_{ii}}は
{\displaystyle {\begin{array}{ll}\sum _{i}\sigma _{ii}&=3(-p+\chi \sum _{i}{\dot {E}}_{ii})\\\chi &:=\zeta +{2 \over 3}\eta \end{array}}}
              (F5)
を満たす。 χを体積粘性率(bulk viscousity)という。
η=ζ=0であれば、運動している場合でも接線応力が0である事になるので、これは流体が完全流体である事を意味する。このため完全流体の事を非粘性流体ともいう。

#### 流体の運動方程式
等方なニュートン流体であれば (F4)より、 各iに対し、
{\displaystyle \operatorname {div} (\sigma _{ij})_{j}} {\displaystyle =\nabla \cdot ((-p+\zeta \sum _{k}{\dot {E}}_{kk})\delta _{ij}+2\eta {\dot {E}}_{ij})_{j}}
              (F6)
であるので、これを連続体の運動方程式(C2)
{\displaystyle {\mathrm {D} {\boldsymbol {v}} \over \mathrm {D} t}={\boldsymbol {K}}+{1 \over \rho }{\overrightarrow {\operatorname {div} }}\sigma }
に代入する事で、等方なニュートン流体の運動方程式が得られる。
ηやζは流体の圧力や温度に依存するが、こうした影響が小さいとすれば ηやζは定数だと見なせるので、(F6)の式の右辺は(B3)より
{\displaystyle -\partial _{i}p+\partial _{i}(\zeta \nabla \cdot {\boldsymbol {v}})+\sum _{j}\partial _{j}(\eta \partial _{j}v_{i})+\partial _{j}(\eta \partial _{i}v_{j})} {\displaystyle =-\partial _{i}p+(\zeta +\eta )\partial _{i}\nabla \cdot {\boldsymbol {v}}+\eta \Delta v_{j}}
となる。ここでΔはラプラシアンである。
よって(F5)よりナビエ・ストークス方程式
{\displaystyle {\mathrm {D} {\boldsymbol {v}} \over \mathrm {D} t}={\boldsymbol {K}}-{1 \over \rho }\nabla p+(\chi +{\eta  \over 3}){1 \over \rho }\nabla (\nabla \cdot {\boldsymbol {v}})+{\eta  \over \rho }\Delta {\boldsymbol {v}}}
             
が従う。